# ジャック・ニクラス
- ジャック・ニクラウス

ジャック・ニクラス（Jack Nicklaus、フルネーム：ジャック・ウィリアム・ニクラス（Jack William Nicklaus）、1940年1月21日 - ）は、アメリカ合衆国・オハイオ州コロンバス出身のプロゴルファー。
1960年代から1990年代にかけて活躍し、ライバルのアーノルド・パーマーとともに、ゴルフをメジャースポーツにする牽引力となった人物である。圧倒的な強さと、トレードマークの金髪により「ゴールデン・ベア」 (熊) と称され、日本では「ゴルフの帝王」と呼ばれ、史上最高のゴルファーとも称される。
メジャー選手権ではボビー・ジョーンズの記録を破り、通算獲得ランキング歴代1位（優勝18回）。ジョーンズは「ニクラスは何事にも驚かないでいられるだけの周到な準備で、機械的に淡々とバーディーをとるゴルフをするので、私とはタイプが異なる」と評した。
ニクラスは日本の新聞などで表記揺れが多く、「ジャック・ニクラウス」という表記も見られるが、これはドイツ語読みに近い表記であり（本人はドイツ系アメリカ人）、英語発音に近い日本語表記は「ニクラス」となる。

## 略歴
少年時代は、元フットボールの選手で薬局を営んでいた父のチャールズ・ニクラスからゴルフを教わった。そしてニクラスが10歳の時、父の紹介によりゴルフレッスンプロであるジャック・グラウトの門下となり、その指導を受けた。ニクラスは父親とグラウトによる指導で、その素質を磨かれたのである。1959年に19歳でデビューし、1961年に全米アマチュア選手権のタイトルを獲得して、1962年にプロ入りする。同年の全米オープンがメジャー大会通算「18勝」の出発点であると同時に、ニクラスのプロ初優勝でもあった。1966年の全英オープンで男子ゴルフ史上4人目の「キャリア・グランドスラム」を達成。前年の1965年に達成したゲーリー・プレーヤー (南アフリカ) に続く快挙であったが、その後2000年の全英オープンでタイガー・ウッズが達成するまで、34年間4冠達成者は現れなかった。
1980年のバルタスロールゴルフクラブ・ローワーコースでの第80回全米オープンにはグラウトとスイングを改造して臨んで、ショートゲームの鬼と化していた青木功と4日間同組でプレーした。バルタスロールは、パー70だが距離が長く、フェアウェイは狭く、ラフは深く、かつグリーンは高速の難コースであった。ニクラスは初日63のスコアでトム・ワイスコフと並んで首位タイのスタート。この年のマスターズ勝者セベ・バレステロスが午前9時45分のラウンド開始時刻に遅刻して失格というハプニングがあった2日目も、ニクラスは単独首位をキープ。第3ラウンド終了時点で、3日連続68で廻った青木と首位に並んだ。最終日6月15日は午後2時35分（日本時間16日午前3時35分）スタートの最終組で死闘を繰り広げた。アウトで青木は2、4、7、9番ホールでボギー、8番ホールでバーディで3つ、ニクラスは1つ、それぞれスコアを落として、ニクラスが2打リードしての折り返しとなったが、インでは互いに譲らず、ともに10、17、18番ホールでバーディをとり、この日のスコアはニクラス68、青木70で、ニクラスが2打差で逃げ切りの勝利となった。青木は12、16番ホールのバーディチャンスを逃したのが響いた。その後、松山英樹が2021年に優勝するまでの41年間、青木の2位入賞は日本男子ゴルフ界におけるメジャー大会最高記録であった。青木の4日間の総パット数は111であり、3パットは最終日の2番ホールの1回のみ。バンカーショットが得意な青木は、ボールをグリーン付近に止めるため、グリーン周りのバンカーを狙って打ったショットがあったという。
1986年の第50回マスターズでは長男のジャック・ジュニアをキャディに従えて戦った。最終日4月13日は首位と4打差のスタートだったが、アウト35イン30の驚異的追い上げで「46歳2ヶ月23日」の最年長優勝記録を樹立した時には、オーガスタ・ナショナル・ゴルフクラブに"Jack is Back" (ジャック・イズ・バック＝ジャックが戻ってきた) の声が響き渡った。最終日のニクラスの詳細は以下の通り。2番ホールでバーディ。4番ホールでボギー。9、10、11番ホールでバーディ。12番ショートホールはボギー。13番ホールで2オン2パットのバーディ。15番ロングホールの第1打は、ドライバーでピンまで214ヤード地点に運び、第2打は4番アイアンでピン左3.5mに2オンして、1パットで沈めてイーグル。池越えの16番ホール (179ヤード、パー3) での5番アイアンでのティーショットはカップを嘗め、あわやホールインワンというスーパーショットでバーディ。17番ホールは、復活のメジャー優勝が目前で感極まり、涙でエイミングが定まらず「試合はまだ終わっていないのだぞ」と自分に言い聞かせてティーショットを打ち、ピン左4mからのバーディパットは、ほぼストレートの下りのスライスラインを読んで成功させた。9番ホールからの10ホールで、1イーグル、6バーディ、1ボギーの怒濤のフィニッシュであった。この大会でニクラスはレスポンスZTという名のアンサー型パターを使用した。1打差の2位には、18番ホールでセカンドショットをミスしてボギーとしたグレグ・ノーマンと18番のバーディーパットを惜しくも外して追いつけなかったトム・カイト。大会3日目には、2回目出場のニック・プライスがマスターズ史上初の63打で廻った（2021年現在もコースレコード）。
このマスターズの優勝祝賀会が開かれた時、ジャックの妻が集まった人々に最初にスピーチした言葉は有名。「私は、今日の優勝を素直に喜ぶことはできません。何故なら、夫が今日の勝利のために、どれだけのものを犠牲にしてきたか、知っているからです。」つまり、ジャックをしてそれだけの努力をしなければならず、46歳という年齢でマスターズを勝つことがいかに困難であったかを物語っている。
リー・トレビノらとともに、セント・アンドリューズのオールドコース開催の全英オープンを“別格”と考える一人である。オールドコースは海岸線に沿った真のリンクスコースだが、多数の小さな起伏やマウンドがあり、打ったボールが着地した後、どのようにバウンドするか、つまり運がスコアを左右するのだという。30歳で、ジョージ・ダグラス・サンダースとの18ホールのプレイオフの末に72対73の1打差でセント・アンドリューズ初制覇 (全英オープン2回目の優勝) したときは、「セント・アンドリューズで勝てて、私は初めてメジャー・チャンピオンになれたと実感した。ここで一度勝つことがどれだけ大変なことか。今回私もそれを改めて思い知らされた」とコメント。ターンベリーでのトム・ワトソンとの真昼の決闘における敗戦の翌年、38歳で再びセント・アンドリューズ制覇 (全英オープン3回目の優勝) したときは、「ここで勝つことが重要だった。本当に自分がナンバーワンでなくなったかどうかは、セント・アンドリューズの72ホールでわかる」とコメント。ニクラスは、最も好きなコースはセント・アンドリューズのオールドコース、最も良いコースは全英オープン初制覇の舞台スコットランドのミュアフィールド、人生最後のゴルフをするならペブルビーチ・ゴルフリンクスであると述べている。
その他にも全豪オープンゴルフは6度 (1964年、1968年、1971年、1975年、1976年、1978年) 優勝した。ただし日本では未勝利のため、4大地域 (米、欧、日、豪) でのツアー制覇は達成できなかった。
1996年には、シニアツアーの四大タイトルもすべて獲得し、PGA、シニアツアー (現在はチャンピオンズツアー) の両方の四大タイトルを獲得した唯一の選手となっている。2005年、65歳になったニクラスは歴代優勝者の資格で出場を続けていたマスターズから引退し、同年の全英オープンもニクラスの引退の場とするため、(予定より1年繰り上げて) セント・アンドリューズで開催された。最後のホールとなった2日目の18番でバーディーを取り、ツアー選手としてのキャリアを終えた。マスターズの会場であるオーガスタ・ナショナル・ゴルフクラブにはニクラスの功績を称え、銅像が建てられている。
ニクラスは1979年6月から1987年6月まで、日産自動車の高級車「グロリア」の430 (ヨンサンマル) 型 (1979年6月〜1983年6月) と、Y30 (ワイ・サンマル) 型 (1983年6月〜1987年6月) の専属CMキャラクターを通算8年間にわたって務めた。ニクラスの名にちなんだグレード名として「ジャック・ニクラス・バージョン」が430型とY30型の両方に設定されていた。
一方、アメリカン・エキスプレスのCMではたどたどしい日本語で「出かけるときは忘れずに」と話すユーモラスな一面も見せた。
また、三洋電機の大画面テレビ帝王のCMでは日本語で「見たか」とコメントした。
また、上述の愛称「ゴールデン・ベア」をマークにしたゴルフ用品も発売された。
日本との関わりでは、1980年10月に戸塚カントリー倶楽部でチャリティーゴルフに出場した際、愛用のパターが盗まれる事件にあっている。ニクラスは「ぜひ返してほしい」と訴え、その後アルバイト学生が犯行を告白してパターは手元に戻り、「寛大な処置を願う」というコメントを残している。
2005年、ロイヤルバンク・オブ・スコットランドが発行する全英オープン記念の5ポンド紙幣で裏面に肖像が使用された。同行では、紙幣の発行時に存命の人物を肖像に起用するのは史上初めてとしている。
2006年2月、日本経済新聞の連載「私の履歴書」に登場し、1ヶ月に渡って自らのゴルファー半生を語っている (後に書籍化された)。
2005年に大統領自由勲章を授与された。
2015年にアメリカ合衆国議会により、議会名誉黄金勲章を授与された。
2022年に始まったLIVゴルフ・インビテーショナルツアーは、ニクラスに対し1億ドル以上のオファー出したが断った。
現在はニクラス自身が設計したミュアフィールド・ビレッジ・ゴルフクラブ (オハイオ州ダブリン) にて、PGAツアートーナメントの1つである「メモリアル・トーナメント」のホストを務めている。

## 記録

### 全体
- メジャー選手権最多優勝：18回
- メジャー選手権2冠：5回(1963, 1966, 1972, 1975, and 1980).
- 4年連続でメジャー選手権に優勝(1970–1973).
- 39大会連続カットイン（1969-1978)
- メジャー選手権最多準優勝：19.
- メジャー選手権トップ5： 56回.
- メジャー選手権トップ10:73回.
- アマチュアとしてメジャー選手権トップ10：3回

#### マスターズ
- 最多タイ優勝：6回
- 史上初の連覇 1966.
- 優勝2回最年少記録.
- 優勝3回最年少記録
- 1986最年長優勝「46歳82日」.
- 最多準優勝「4回」
- 最多トップ5:15回.
- 最多トップ10:22回.
- 1970年代全てトップ10入り
- 最年長1回戦優勝：53歳
- 最多出場：45回.
- 最多バーディー：506.
- 最多イーグル： 24.
- パー３コンテストで史上最年長でホールインワン達成（2015年）

#### 全米オープン
- 最多タイ優勝：4回
- 史上唯一の3つの年代で優勝1960,1970,1980
- 現行の大会で最年少優勝：22歳
- 最多準優勝：4回.
- 最多トップ5:11回.
- 最多トップ10:18回.
- 連続出場 44 (1957–2000).

#### オープン選手権.
- 最多準優勝：7回.
- 最多ストレートトップ5:11回
- 最多トップ5:16回
- 最多ストレートトップ10:15回
- 最多トップ10:18回

#### PGA選手権
- 最多タイ優勝：5回.
- 最多トップ3:12回.
- 最多トップ5： 14回.
- 最多トップ10:15回.
- 最多トップ25:23回.

## メジャー大会優勝

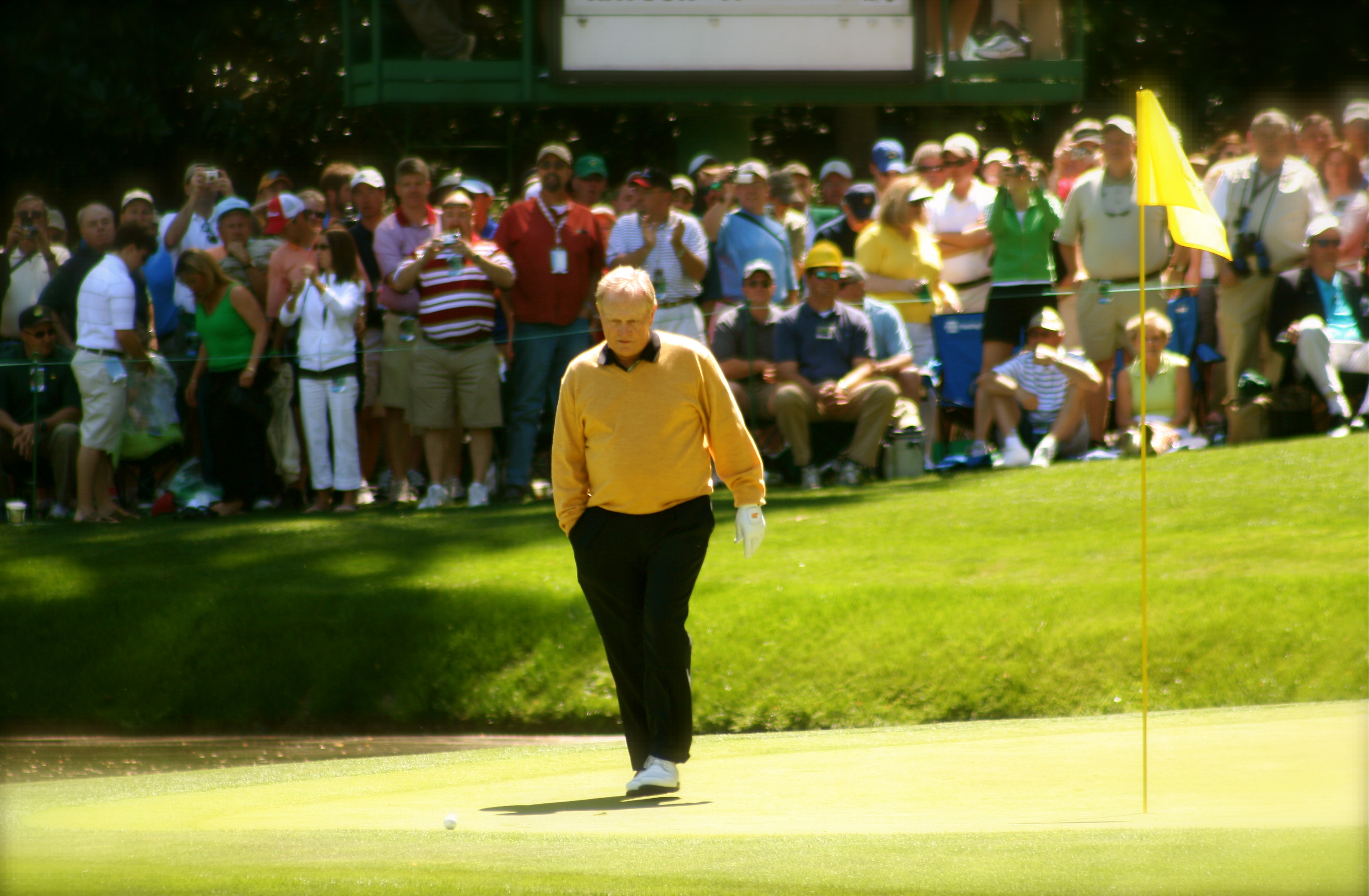
2006年のマスターズ・トーナメントより。

- マスターズ・トーナメント:6勝 (1963年、1965年、1966年、1972年、1975年、1986年) ［大会歴代1位。1986年は最年長優勝］
- 全米オープン:4勝 (1962年、1967年、1972年、1980年) ［大会歴代1位タイ］
- 全英オープン:3勝 (1966年、1970年、1978年)
- 全米プロゴルフ選手権:5勝 (1963年、1971年、1973年、1975年、1980年) ［大会歴代1位タイ］

### シニアメジャー大会優勝
- 全米プロシニア：1勝（1991年）
- ザ・トラディション：4勝（1990年、1991年、1995年、1996年）
- シニア・プレーヤーズ選手権：1勝（1990年）
- 全米シニアオープン：2勝（1991年、1993年）

## メジャー選手権成績
| 大会         | 1957 | 1958 | 1959 | 1960   | 1961  | 1962 | 1963 | 1964 | 1965 | 1966 | 1967 | 1968 | 1969 |
| ------------ | ---- | ---- | ---- | ------ | ----- | ---- | ---- | ---- | ---- | ---- | ---- | ---- | ---- |
| マスターズ   | DNP  | DNP  | CUT  | T13 LA | T7    | T15  | 1    | T2   | 1    | 1    | CUT  | T5   | T24  |
| 全米オープン | CUT  | T41  | CUT  | 2 LA   | T4 LA | 1    | CUT  | T23  | T31  | 3    | 1    | 2    | T25  |
| 全英オープン | DNP  | DNP  | DNP  | DNP    | DNP   | T34  | 3    | 2    | T12  | 1    | 2    | T2   | T6   |
| PGA選手権    | DNP  | DNP  | DNP  | DNP    | DNP   | T3   | 1    | T2   | T2   | T22  | T3   | CUT  | T11  |

| 大会         | 1970 | 1971 | 1972 | 1973 | 1974 | 1975 | 1976 | 1977 | 1978 | 1979 | 1980 | 1981 | 1982 | 1983 | 1984 | 1985 | 1986 | 1987 | 1988 | 1989 |
| ------------ | ---- | ---- | ---- | ---- | ---- | ---- | ---- | ---- | ---- | ---- | ---- | ---- | ---- | ---- | ---- | ---- | ---- | ---- | ---- | ---- |
| マスターズ   | 8    | T2   | 1    | T3   | T4   | 1    | T3   | 2    | 7    | 4    | T33  | T2   | T15  | WD   | T18  | T6   | 1    | T7   | T21  | 18   |
| 全米オープン | T49  | 2    | 1    | T4   | T10  | T7   | T11  | T10  | T6   | T9   | 1    | T6   | 2    | T43  | T21  | CUT  | T8   | T46  | CUT  | T43  |
| 全英オープン | 1    | T5   | 2    | 4    | 3    | T3   | T2   | 2    | 1    | T2   | T4   | T23  | T10  | T29  | T31  | CUT  | T46  | T72  | T25  | T30  |
| PGA選手権    | T6   | 1    | T13  | 1    | 2    | 1    | T4   | 3    | CUT  | T65  | 1    | T4   | T16  | 2    | T25  | T32  | T16  | T24  | CUT  | T27  |

| 大会         | 1990 | 1991 | 1992 | 1993 | 1994 | 1995 | 1996 | 1997 | 1998 | 1999 | 2000 | 2001 | 2002 | 2003 | 2004 | 2005 |
| ------------ | ---- | ---- | ---- | ---- | ---- | ---- | ---- | ---- | ---- | ---- | ---- | ---- | ---- | ---- | ---- | ---- |
| マスターズ   | 6    | T35  | T42  | T27  | CUT  | T35  | T41  | T39  | T6   | DNP  | T54  | CUT  | DNP  | CUT  | CUT  | CUT  |
| 全米オープン | T33  | T46  | CUT  | T72  | T28  | CUT  | T27  | T52  | T43  | CUT  | CUT  | DNP  | DNP  | DNP  | DNP  | DNP  |
| 全英オープン | T63  | T44  | CUT  | CUT  | CUT  | T79  | T45  | 60   | DNP  | DNP  | CUT  | DNP  | DNP  | DNP  | DNP  | CUT  |
| PGA選手権    | CUT  | T23  | CUT  | CUT  | CUT  | T67  | CUT  | CUT  | DNP  | DNP  | CUT  | DNP  | DNP  | DNP  | DNP  | DNP  |

LA = ローアマチュア

DNP = 出場せず

WD = 怪我で辞退

CUT = ハーフウェイ・カット

T =順位タイ

緑は優勝。黄色はトップ10入り。

## PGツアー詳細
| 年   | 出場 | 優勝 (メジャー) | 2位 | 3位 | 賞金 ($)  | 賞金ランク | 平均スコア |
| ---- | ---- | --------------- | --- | --- | --------- | ---------- | ---------- |
| 1962 | 26   | 3 (1)           | 3   | 4   | 61,868    | 3          | 70.80      |
| 1963 | 25   | 5 (2)           | 2   | 3   | 100,040   | 2          | 70.42      |
| 1964 | 26   | 4               | 6   | 3   | 113,284   | 1          | 69.96      |
| 1965 | 24   | 5 (1)           | 4   | 3   | 140,752   | 1          | 70.09      |
| 1966 | 19   | 3 (2)           | 3   | 3   | 111,419   | 2          | 70.58      |
| 1967 | 23   | 5 (1)           | 2   | 3   | 188,998   | 1          | 70.23      |
| 1968 | 22   | 2               | 3   | 1   | 155,285   | 2          | 69.97      |
| 1969 | 23   | 3               | 1   | 0   | 140,167   | 3          | 71.06      |
| 1970 | 19   | 3 (1)           | 3   | 2   | 142,149   | 4          | 70.75      |
| 1971 | 18   | 5 (1)           | 3   | 3   | 244,490   | 1          | 70.08      |
| 1972 | 19   | 7 (2)           | 3   | 0   | 320,542   | 1          | 70.23      |
| 1973 | 18   | 7 (1)           | 1   | 1   | 308,362   | 1          | 69.81      |
| 1974 | 18   | 2               | 3   | 0   | 238,178   | 2          | 70.06      |
| 1975 | 16   | 5 (2)           | 1   | 3   | 298,149   | 1          | 69.87      |
| 1976 | 16   | 2               | 2   | 1   | 266,438   | 1          | 70.17      |
| 1977 | 18   | 3               | 2   | 1   | 284,509   | 2          | 70.36      |
| 1978 | 15   | 4 (1)           | 2   | 0   | 256,672   | 4          | 71.07      |
| 1979 | 12   | 0               | 0   | 1   | 59,434    | 71         | 72.49      |
| 1980 | 13   | 2 (2)           | 1   | 0   | 172,386   | 13         | 70.86      |
| 1981 | 16   | 0               | 3   | 0   | 178,213   | 16         | 70.70      |
| 1982 | 15   | 1               | 3   | 2   | 232,645   | 12         | 70.90      |
| 1983 | 16   | 0               | 3   | 1   | 256,158   | 10         | 70.88      |
| 1984 | 13   | 1               | 2   | 1   | 272,595   | 15         | 70.75      |
| 1985 | 15   | 0               | 2   | 1   | 165,456   | 43         | 71.81      |
| 1986 | 15   | 1 (1)           | 0   | 0   | 226,015   | 34         | 71.56      |
| 1987 | 11   | 0               | 0   | 0   | 64,686    | 127        | 72.89      |
| 1988 | 9    | 0               | 0   | 0   | 28,845    | 177        | 72.78      |
| 1989 | 10   | 0               | 0   | 0   | 96,594    | 129        | 72.35      |
| 1990 | 9    | 0               | 0   | 0   | 68,045    | 160        | 73.71      |
| 1991 | 8    | 0               | 0   | 0   | 123,796   | 122        | 71.61      |
| 1992 | 8    | 0               | 0   | 0   | 14,868    | 223        | 72.29      |
| 1993 | 10   | 0               | 0   | 0   | 51,532    | 182        | 72.96      |
| 1994 | 8    | 0               | 0   | 0   | 11,514    | 248        | 74.79      |
| 1995 | 10   | 0               | 0   | 0   | 68,180    | 179        | 72.69      |
| 1996 | 7    | 0               | 0   | 0   | 137,779   | 208        | 73.50      |
| 1997 | 7    | 0               | 0   | 0   | 85,383    | 174        | 72.91      |
| 1998 | 5    | 0               | 0   | 0   | 128,157   | 172        | 71.10      |
| 1999 | 2    | 0               | 0   | 0   | 5,075     | T322       | 73.25      |
| 2000 | 8    | 0               | 0   | 0   | 17,244    | 229        | 73.56      |
| 2001 | 4    | 0               | 0   | 0   | 0         | n/a        | 73.08      |
| 2002 | 1    | 0               | 0   | 0   | 8,910     | 241        | 75.00      |
| 2003 | 4    | 0               | 0   | 0   | 0         | n/a        | 75.61      |
| 2004 | 2    | 0               | 0   | 0   | 11,130    | 251        | 74.16      |
| 2005 | 3    | 0               | 0   | 0   | 0         | n/a        | 75.33      |
| 通算 | 586  | 73 (18)         | 58  | 36  | 5,734,031 | 189        | 71.80      |